# Juan Genaro Espino Espino
Juan Genaro Espino Espino (Ica, 19 de septiembre de 1943 - )  es un político peruano. Alcalde del Distrito de San Juan Bautista (Ica) en 2 periodos.

## Biografía
Juan Espino hizo sus estudios primarios y secundarios en el Colegio Estatal N.º 591 de San Juan Bautista de Ica. Entre 1988 y 1990 realizó estudios de contabilidad en el Instituto Superior Miguel Grau de Ica. Ha sido empleado del Banco Surmebank de 1983 a 1992.
En 1986, participó en las elecciones municipales como candidato del Partido Aprista Peruano, siendo elegido Alcalde Distrital de San Juan Bautista para el periodo 1987-1989.
Postula nuevamente en 1995 por un Movimiento Independiente, retomando la alcaldía de su distrito para el periodo 1996-1998. 
En las elecciones regionales y municipales del Perú de 2010 se presenta como candidato del Frente Regional Progresista Iqueño para el mismo cargo.